# GMC・トラッカー
トラッカー (Tracker )は、GMCが販売していた自動車である。

## 概要
トラッカーはショートホイールベースのSUVとコンバーチブルから選べ、1989年から1992年までGMCが販売、1992年から1993年までアスナがサンランナーとして販売、1993年から1998年までポンティアックが同名で販売していた。